# Encyoposis seydeli
Encyoposis seydeli is een insect uit de familie van de vlinderhaften (Ascalaphidae), die tot de orde netvleugeligen (Neuroptera) behoort. 
Encyoposis seydeli is voor het eerst wetenschappelijk beschreven door Navás in 1929.